# Vista Hermosa, Jalpan
Vista Hermosa är en ort i Mexiko.   Den ligger i kommunen Jalpan och delstaten Puebla, i den sydöstra delen av landet, 170 km nordost om huvudstaden Mexico City. Vista Hermosa ligger 581 meter över havet och antalet invånare är 849.
Terrängen runt Vista Hermosa är kuperad. Runt Vista Hermosa är det ganska tätbefolkat, med 62 invånare per kvadratkilometer. Närmaste större samhälle är Huehuetla, 18,3 km väster om Vista Hermosa. Omgivningarna runt Vista Hermosa är en mosaik av jordbruksmark och naturlig växtlighet.